# Piéton (rivier)
De Piéton is een rivier in de Belgische provincie Henegouwen. Ze is een zijrivier van de Samber en heeft een lengte van 9 kilometer. De Piéton behoort tot het stroomgebied van de Maas.

## Geografie
De Piéton ontspringt in de buurt van Anderlues. Daarna stroomt ze door het dorp Piéton waaraan ze haar naam ontleend heeft. In het dorp lag vroeger een watermolen langs het riviertje.
De Piéton is daarna een grensriviertje, eerst tussen Trazegnies en Chapelle-lez-Herlaimont, daarna tussen Gouy-lez-Piéton en Chapelle-lez-Herlaimont en ten slotte tussen Godarville en Gouy-lez-Piéton om vervolgens op het grondgebied van deze laatste plaats in de Samber uit te monden.
- Virtual International Authority File: 61145424495586830088